# Howlin' Wolf (албум)
Howlin' Wolf е вторият студиен албум на блус певеца Хаулин Уулф. Той е компилация от шест сингъла издадени по-рано от Chess между 1960 и 1962 г. Заради обложката (на която има китара подпряна върху люлеещ се стол), албумът често е наричан Албумът с люлеещия се стол (The Rockin' Chair Album) като този прякор е добавен на някои обложки при преиздаването му. През 2003 г., албумът се нарежда на 223-то място в класацията на списание „Ролинг Стоун“ „500-те най-велики албуми на всички времена“, а през 2004 г., се нарежда на трето място в класацията за най-добри китарни албуми на сп. „Моджо“.
През 1984 г., албумът е преиздаден от Chess. От обложката е премахнат надписът The Rockin' Chair Album и е сложено лого, на което пише CHICAGO 26 Golden years Single Album.